# Suske en Wiske Pocket
Suske en Wiske Pocket is een uitgave van Standaard Uitgeverij en bevat steeds drie verhalen van Suske en Wiske gebundeld in een softcover-omslag op A5-formaat.
Voor deze reeks uitgaven heeft Luc Morjaeu steeds een nieuwe tekening voor de cover gemaakt, die de drie verhalen combineert.
De eerste uitgave verscheen in mei 2007.
De laatste uitgave (nummer 40) verscheen in december 2014.